# A kód neve: Merkúr
A kód neve: Merkúr (Mercury Rising) 1998-as amerikai thriller Bruce Willis főszereplésével. A Ryne Douglas Pearson 1996-ban megjelent Simple Simon című könyve alapján készült filmet Harold Becker rendezte.
Története egy kilenc éves autista fiúról szól, aki tudtán kívül egy titkos katonai kód nyomára bukkan, s így célponttá válik; egy kiégett FBI-ügynök szegődik védelmezőjéül.
A film forgatása 1997 nyarán kezdődött, javarészt chicagói helyszíneken.
Bemutatója Észak-Amerikában 1998. április 3-ra esett, míg Magyarországon ugyanazon év július 30-án volt.
A kritikusok felől túlnyomó részt negatív visszajelzéseket kapott és hazájában a jegypénztáraknál is leszerepelt, ugyanakkor világszinten közel 100 millió dolláros bevételt ért el; Magyarországon is sikert aratott.

## Cselekmény
Egy túszdrámába torkolló bankrablási kísérlet során az FBI beépített ügynöke, Art Jeffries hiábavalóan próbálja megakadályozni a vérontást, köztük fiatalkorú elkövetők halálát. A balul elsült ügy után az ügynök irodai munkát kap.
A kilencéves autista fiú, Simon Lynch rejtvényújságot kap, amiből kiolvas egy telefonszámot. A feladványt a Nemzetbiztonsági Hivatal kódfejtői, Dean Crandell és Lep Pedranski helyezték el a magazinban tesztelés céljából. A Merkúr nevet viselő katonai kód ugyanis olyan összetett, hogy még számítógépeket sem tartanak képeseknek dekódolásukra. Simon tárcsázza a számot, s így rövidesen célpont válik belőle, mivel az NSA részlegvezetője és a Merkúr felelőse, Nicholas Kudrow alezredes kockázatnak tekinti őt.
Egy bérgyilkos megöli Simon szüleit, ám a fiút nem tudja időben megtalálni a házban. Jeffriest a gyilkosság helyszínére küldik, ahol ráakad az elrejtőzött Simonra, és mivel úgy véli, hogy a gyermek még mindig veszélyben van, védelmezőjéül szegődik. Gyanúja beigazolódik, így kénytelenek menekülőre fogni. Hamarosan emberrablással vádolják meg a férfit és saját testülete is keresni kezdi. Több szorult helyzet után Jeffries és Simon visszatérnek Simon otthonába, ahol a fiú ismét tárcsázza a számot, így Jeffriesnek alkalma nyílik megbeszélni egy találkozót Crandell-lel. Crandell mesél neki a Merkúrról, ám egy gyilkos lövés rövidre zárja a randevút.
Pedranski értesül Crandell haláláról, így megkísérli lerántani a leplet Kudrow törvénytelen manővereiről. Írógépet és indigópapírt használ, egy példányt Jeffriesnek, egyet a szenátusi bizottságnak szánva, azonban ő is golyót kap, mielőtt cselekedni tudna. A bérgyilkos a másolatokat viszont nem veszi észre a szemétkosárban, szemben Pedranski szintén NSA-es barátnőjével, aki az FBI-hoz fordul. Tommy B. Jordan, Jeffries egyetlen kollégája, akiben megbízhat, eljuttatja hozzá a levelet és intézkedik, hogy Simont bevegyék a tanúvédelmi programba. Jeffries személyesen keresi fel Kudrow-t, hogy a birtokában lévő vallomással sarokba szorítsa; másfél napot ad az alezredesnek a Merkúr-projekt leállítására. Kudrow-nak azonban tudomására jut a tanúvédelmi programos kezdeményezés, és saját kezébe helyezi az intézését.
Eközben Jordannak sikerül meggyőznie Pedranski levelével az FBI-t Kudrow sárosságáról. Jeffries kollégája és az iroda segítségével csapdát állít Kudrow-nak a program találkozóhelyén. Az alezredes éppen beszállna az odaszervezett helikopterbe Simonnal, mikor Jeffries jelenik meg benne és visszalöki a férfit, majd leszereli, éppen mielőtt az lelőné a fiút. Dulakodásuk után, végső húzásként Kudrow megragadja Simont, hogy lehajítsa a magas épület tetejéről, ám Jeffries többször is meglövi közvetlen közelről, aminek következtében Kudrow a halálába zuhan.
Némi idő elteltével Jeffries meglátogatja az iskolában Simont, akit immáron nevelőszülők gondoznak. A fiú megöleli az ügynököt, jelét adván, hogy már olyan személy számára, akiben megbízik.

## Szereplők
- Bruce Willis mint Art Jeffries (magyar hangja Dörner György[4]). Beépülésre szakosodott FBI-ügynök, aki egy személyes kudarc után kényszerűen visszavonul a terepmunkától. Rövidesen azonban Simon egyetlen védelmezője lesz.
- Alec Baldwin mint Nicholas Kudrow (magyar hangja Rátóti Zoltán). Alezredes, aki a Merkúr nevű katonai kód kifejlesztéséért és alkalmazásáért felelős. A kód feltörése drasztikus lépésekre sarkallja.
- Miko Hughes mint Simon Lynch (magyar hangja Szvetlov Balázs). Kilenc éves autista fiú, aki egy rejtvényújságot lapozva tudtán kívül feltöri a Merkúr kódot, ezáltal célponttá válik.
- Chi McBride mint Tommy B. Jordan (magyar hangja Kerekes József). Jeffries kollégája és barátja az FBI-nál, aki vonakodva bár, de végig segíti őt.
- Kim Dickens mint Stacey (magyar hangja Orosz Helga). Fiatal nő, akibe Jeffries belebotlik, és többször is a segítségéért folyamodik. Összebarátkozik Simonnal.
- Robert Stanton mint Dean Crandell (magyar hangja Rékasi Károly). Az NSA kódfejtője, aki Leo Pedranskival teszt céljából elhelyezi a Merkúr kódot egy rejtvényújságban.
- Bodhi Elfman mint Leo Pedranski (magyar hangja Schnell Ádám). Az NSA kódfejtője, Crandell kollégája és barátja.
- Carrie Preston mint Emily Lang (magyar hangja Simon Mari). Az NSA munkatársa, Pedranski barátnője.
- Lindsey Ginter mint Peter Burrell (magyar hangja Haás Vander Péter). A Simon likvidálásával megbízott bérgyilkos. Aktája szerint a különleges erőknél szolgált, és több mint egy évtizede meghalt Bejrútban.
- Peter Stormare mint Shayes. A vonaton Simonra és Jeffries-re támadó bérgyilkos. Nem szólal meg a filmben.
- Kevin Conway mint Lomax (magyar hangja Szersén Gyula). Az FBI irodájának vezetője, Jeffries és Jordan felettese.
- John Carroll Lynch mint Martin Lynch (magyar hangja Jakab Csaba). Simon édesapja.
- Kelley Hazen mint Jenny Lynch (magyar hangja Antal Olga). Simon édesanyja.
- John Doman mint Hartley (magyar hangja Kárpáti Tibor). A Jeffries egyik beépülésekor kialakuló túszdráma kezeléséért felelős FBI-ügynök.
- Jude Ciccolella mint Blackwell (magyar hangja Szokolay Ottó). A túszdrámát az FBI részéről közvetlenül kezelő ügynök. Ciccolella nincs feltüntetve a stáblistán.
- Richard Riehle mint Edgar Halstrom (magyar hangja Harmath Imre). Bankrabló, aki fiait is magában foglaló bandájával kerül pattanásig feszült helyzetbe az FBI-jal.
- Camryn Manheim mint Dr. London (magyar hangja Liptai Claudia). Simon iskolájának pedagógusa.
- Jack Conley mint Nichols (magyar hangja Horányi László). A Simon szüleinek meggyilkolásánál helyszínelő nyomozó.

## Gyártás

### Koncepció
Harold Beckert az vonzotta A kód neve: Merkúrban, hogy a középpontjában egy eredeti figura, egy autista fiú áll. A rendező az elszigetelten élő gyermek és a múltja által kísértett ügynök kapcsolatában egy érzelmileg erőteljes film lehetőségét látta. Mark Rosenthal forgatókönyvíró is rámutat, hogy „a film lelkét az akcióhős és az ártatlan kisfiú szokatlan barátsága adja," és hogy olyan, melegséggel, barátságossággal teli nyelvet kell elsajátítania az ügynöknek, amire az FBI-nál nem képezték ki. Brian Grazer producer az akciófilm eredeti megközelítéseként jellemezte, midőn az FBI-ügynök rákényszerül, hogy a fiú miatt új módon, érzékenységgel szemlélje a világot és saját magát is. „Jeffries és Simon barátsága lassan alakul ki" – magyarázza Willis. „A film erről szól, akció-thrilleres háttérrel, de mégis, ez a film a szeretetről mesél; a kisfiú és a felnőtt férfi is a világból kizökkenve él és végül egymásra találnak."

### Szereplők
A főszerep elvállalását Willis úgy kommentálta, hogy mindig érdekelték az olyan figurák, „akiknek gondjuk van, túl kell jutniuk bizonyos dolgokon. Mindig is ez volt a dráma magja – az akadályok legyőzése, és végső soron a jó győzelme a rossz felett." Később elárulta, hogy fivére a film megnézése után felhívta rá a figyelmét, hogy minden akciójelenetet legalább három másik filmjében megcsinált már korábban, és ez megkongatta a vészharangot a színész fejében. „Csinálnom kell pár filmet, amiben nincs fegyver a kezemben" – nyilatkozta, mikor a Bajnokok reggelije főszerepének eljátszásáról kérdezték.
Jeffries kollégáját és barátját Chi McBride játssza, aki ugyancsak a barátságot tartja a központi elemnek. Szerepéről úgy nyilatkozott, „Szétfeszítik érzései, egyfelől ott a barátsága Jeffries-zel, másfelől a családja és munkája iránti elkötelezettsége. Brizzi végül úgy dönt, hisz barátjában, lévén ez határoz meg egy barátságot." McBride-ot lenyűgözte, ahogy Willis dolgozott a filmen, és bevallása szerint sokat tanult tőle és Beckertől. A Staceyt alakító Kim Dickens úgy jellemezte figuráját, hogy „Jószívű lány a középnyugati államok vidékéről, aki nagy álmokat dédelgetve érkezett a nagyvárosba."
Miko Hughes Simon szerepére készülve elkísérte munkába Dr. Bennett Levanthal gyerekpszichiátert, azzal a céllal, hogy elsajátítsa az autisták kifejezéskultúráját. Hat héten át együtt tanult, játszott autista gyerekekkel. Levanthal szerint nagyon meggyőző volt őt látni, ahogy a gyerekekkel kommunikált; elmondása szerint Simon figuráját olyan különböző autista gyerekek személyiségéből gyúrta össze, akikkel találkozott. Az orvos úgy vélte, Hughes rendkívül hitelesen jeleníti meg az autista gyermeket.

### Forgatás
A 18 hétig tartó forgatás 1997. június 4-én kezdődött meg a dél-dakotai Sturgisban, ahol egy héten át folyt. Javarészt azonban – a városvezetés, a hatóságok, a tűzoltóság és az Illinois-i Közlekedési Osztály támogatásával – Chicagóban zajlott, továbbá Los Angeles-i és washingtoni helyszíneken. Chicagóban a Michigan Avenue Bridge (mai nevén DuSable Bridge), a Wrigley Building környezete és a város déli része szolgált színterül.
Az éjszakai autós üldözéses jelenetet a Kennedy vasútvonal melletti autópályán vették fel. Ez számos, kamerával felszerelt gépjárművet igényelt, továbbá 20 kaszkadőrkocsit. A feljárókat öt mérföldes szakaszon zárták le a forgatás idejére, és az egész konvojt rendőri biztosítás kísérte. A forgalmas utat csak korlátozott ideig, az éjszakai órákban használhatta a stáb, így Joe Dunne kaszkadőrkoordinátor a próbákat rövidre szabta, s részletekbe menően tervezte meg az összes jármű mozgását, amit játékautókkal demonstrált a kaszkadőröknek. A jelenet rögzítéséhez kilenc kamerát használtak, köztük egy magaslatit. A közvetlenül ezután következő szekvencia, amiben Simont kis híján elgázolja egy vonat, szintén a Kennedyn készült el. Ehhez a harmadik vágány két állomás közötti teljes hosszát áramtalanították a munka idejére.
A Nemzetbiztonsági Hivatal épületében a stáb nem forgathatott, így Patrizia von Brandenstein látványtervező végül az Aragon Labs szokatlan kinézetében találta meg a megfelelő külső helyet hozzá, ami ugyancsak rendelkezik föld alatti bejárattal. A Universal stúdióiban építették meg az NSA épület tetejét és belső tereinek díszletét, de a tetőként a chicagói IBM Building (mai nevén 330 North Wabash) tetője is szolgált. A chicagói látképet az IBM Building és Amoco Building (mai nevén Aon Center), illetve a Sears Tower (mai nevén Willis Tower) csúcsáról készített felvételekkel illusztrálták.

## Forgalmazás

### Marketing
A film fél perces előzetesét vetítették az 1998-as Super Bowl előtt; a reklámhely 1,3 millió dollárba került.

### Premier
A film bemutatóját 1998. április 1-jén tartották a Samuel Goldwyn Theaterben, Beverly Hills-ben, Kaliforniában.

### Home video
A kód neve: Merkúr 1998. szeptember 22-én jelent meg videokazettán és DVD-n az Egyesült Államokban, és október végén is az öt legkeresettebb cím között szerepelt a kölcsönzőkben. DVD-n gyűjtői kiadásban is megjelent 2003-ban. HD DVD formátumban 2007. augusztus 14-én, Blu-rayen pedig 2010. szeptember 14-én adták ki.
Magyarországon 1999. február 23-án került a tékákba, a mozihoz hasonlóan a UIP-Duna Film forgalmazásában. DVD-n először a Universal Pictures Hungary adta ki.

### Televíziós sugárzás
A film első televíziós sugárzását az Egyesült Államokban az USA Network kábelcsatorna vásárolta meg 1998 szeptemberében. A 15 millió dolláros üzlet három Universal-címet foglalt magában, köztük Willis másik filmjét, A Sakált is; A kód neve: Merkúrért 4,5 millió dollárt fizettek.
Magyarországon a film egyik jelentős televíziós sikerét jelentette a 2005 februárjában esett sugárzása. A TV2 műsorán szerepelve 1,1 millió néző látta a 18 és 49 év közötti korcsoportból, amivel az év augusztus 21-ig mért időszakának legnézettebb filmje volt a magyar csatornákon.

### Magyar változatok
A filmet feliratosan vetítették a magyarországi mozik, szinkron a videomegjelenéshez készült a Balog Mix Stúdióban, s később a DVD-kiadáson is ez kapott helyet. A magyar szöveget Speier Dávid írta, rendezője Orosz Ildikó volt. 2010-ben egy második szinkront is felvettek a filmhez, ezúttal az SDI-ban, ugyancsak Speier szövegével, Aprics László rendezésében. Ebben csaknem az összes szereplő magyar hangja eltér az első verzióban hallottól; Willist Sörös Sándor, Baldwint Széles László, Hughes-t pedig Straub Martin szólaltatja meg.

## Fogadtatás

### Kritikák
A film túlnyomó részt negatív kritikákban részesült; a Rotten Tomatoes oldalán összegyűlt 35 kritika 17%-ban tanúskodik pozitív visszajelzésről. Az általános vélekedés szerint thrillerhez képest nem elég izgalmas a film, cselekménye pedig ritkán meggyőző, ugyanakkor a színészek megteszik, ami tőlük telik.
Az Empire szerint „Kódtörős halandzsával minden film köteles szállítani a valódi izgalmakat – kevés téma van, ami eredendően szövevényesebb lehet, mint a kémkedés, nemzetközi trükközések és az egymást a háttérben átrázni próbáló országok –, ám ez valahogy mégis képtelen a feszültség ütőerét kitapintani." A Variety is eltékozolt lehetőségként jellemezte a filmet, amikor azt írta: „Komor thrillerként, furcsa módon elütő figurák garnitúrájával és frissességet nélkülöző akciókkal, az árván maradt autista gyermeket a rosszakaratú kormányerőktől védő, vakmerő FBI-ügynök története szolgál pár drámai pillanattal, de sosem válik igazán meggyőzővé." Az Entertainment Weekly teljes mértékig elutasítónak bizonyult. „Lévén a kölyök, akinek Simon a neve, alig állja meg a helyét önálló karakterként, érzelmi kötődése Willishez még a giccses halálos betegséges tévéfilmek szintjét sem éri el. A megnyerő Miko Hughes-nak, aki túl nyugodt ahhoz, hogy meggyőző autista legyen, nem jut sok tennivaló azon túl, hogy szótagolva mond ezt-azt. A leghülyébb dolog A kód neve: Merkúrral kapcsolatban, hogy amikor Alec Baldwin, a bársonyos hangú, galád védelmis főmufti azt magyarázza, hogy gyilkos tetteit amerikai beépített ügynökök életének védelmében lépte meg, tulajdonképpen logikusnak hangzik. Ekkor a kód neve inkább már gyengeelméjűség" – fogalmazott a lap kritikusa. A Chicago Reader a színészek és a történet viszonyát úgy vázolta, „A színészek komoly arckifejezései nincsenek a helyükön ebben a reménytelenül bugyuta összeesküvéses akcióban." E két elem – az alakítások és a forgatókönyv – passzolásának hiánya Roger Ebert számára is szembeötlő volt: „Ami elmondható, hogy Willis, Dickens és a kis Miko Hughes alakítása igazán jó – jobb, mint amit a film megérdemel. Willis nem játssza vagy beszéli túl a dolgot, ami javít valamelyest a sületlen alapanyagon, Dickensnek pedig valahogy sikerül módot találnia rá, hogy megkerülje figurája durván valószínűtlen döntéseit."
A The Washington Post pozitívabb hangvételű kritikájában arra mutatott rá, hogy „A film jóval földhözragadtabb világban játszódik, mint a legtöbb nagy költségvetésű thriller. Például Simon autizmusa nincs túlzottan megindítóra kalibrálva; gyakran hihetetlenül idegesítő és nehéz bírni vele. De ezen felül is, kevés a hulla, nincsenek extravagáns és képtelen helyszínek, plusz néhány nagy tapasztalatról árulkodó, de visszafogott alakítás is azt sugallja, hogy a film komoly drámaként kíván érvényesülni," ugyanakkor az újság szerint is zavaróak a „Túl gyakran jelentkező mélypontok a teljességgel rutinszerű fordulatok és véletlenek" és az, hogy „A tetőpont, ami azt illeti, teljesen hétköznapi." A San Francisco Chronicle már egyértelműen a film mellett érvelt, korának emblematikus darabjaként vázolva azt: „A világ elfeledi A kód neve: Merkúrt pár hónapon belül, ám ez egy hamisítatlan 1998-as film. Itt van a klasszikus amerikai hős – halálos, önállóan cselekvő, rendíthetetlen –, csupán bátorságával és pisztolyával szállva szembe olyan erővel, ami minden mással rendelkezik: technológiával, képzett gyilkosokkal és az amerikai zászlóval."
A FilmVilágban Mátyás Péter úgy találta, a film hamar „a sematizmus és érzelmesség irányába indul, felejtetve velünk az alapkonfliktus izgalmas lehetőségeit," ráadásul ezt az alapkonfliktust is rosszul kezeltnek érezte: „A baj csak az, hogy nem hiszünk a cselekményt elindító szituációban. Osztom ugyanis azok véleményét, akik szerint ha egy kisfiú megfejti a kódot, akkor ne a gyereket öld meg, inkább semmisítsd meg a programot." A VOX Mozimagazinban több vélemény is megjelent egyszerre, de végső soron egyre jutottak: „A sztori nem is lenne olyan rossz, jóllehet az összkép olyan, mintha összeturmixolták volna a Tökéletes világot, A Pelikán-ügyiratot és az Esőembert. Hiába szépítgetem, sunyin összelopkodott mozi" – foglalta össze a szerző, míg kollégája szerint bár „Bruce Willis új filmje izgalmas akcióthriller", „Sajnos, csak egy B-kategóriás" film. A CINEMA is csupán 40%-ra értékelte a filmet, ami a végszó szerint egy „Unalmas filmpuzzle erőltetett történettel."
Willis kapta 1999-ben a legrosszabb színésznek járó Arany Málna-díjat, A kód neve: Merkúr mellett másik két 1998-as filmjében, az Armageddonban és a Szükségállapotban nyújtott alakítása okán.

### Box office
A filmet 1998. április 3-án kezdte vetíteni 2386 amerikai filmszínház; a premier napján a második helyet szerezte meg a toplistán a szintén debütáló Lost in Space – Elveszve az űrben mögött, azonban a teljes első hétvégét tekintve csak harmadik lett az említett film és a Titanic mögött, 10,1 millió dolláros bevétellel. A következő hétvégét már a top 5-ön kívül töltötte, a top 10-et pedig négy hétvége után hagyta hátra; 14 héten át tartották műsoron a mozik, ez idő alatt 33 millió dollárra tett szert. Ezzel az összeggel 61. lett az 1998-as bevételi rangsorban. A Variety a film teljesítményét csalódásként aposztrofálta, a Los Angeles Times pedig bukásként utalt rá a bemutatót követő hónapban.
A film Észak-Amerikán kívül terjesztésére 1998 áprilisa és októbere között fokozatosan került sor. Első állomásán, Ausztráliában 903 ezer amerikai dollárnak megfelelő összeggel indult április közepén, de a tizenhetedik hete vetített Titanictól nem tudta átvenni a vezetést. A mérsékeltként jellemzett nyitányt aggasztó mértékű csökkenés követte a Variety elemzése szerint, s 11 nap alatt 1,5 millió dollár gyűlt össze. Május elején „lelkesítő" nyitányt jegyzett a film Olaszországban 1,3 millió dollárral, s tudósítások szerint rendőri biztosítást kellett eszközölni a kígyózó sorokat alkotó tömegekhez. Június közepén Malajziában is erős számokat hozott, miközben nemzetközi összbevétele 25,8 millió dollárra nőtt. Japánban októberben került a közönség elé a film, egyszerre a Zorro álarcával; győztesként emelkedett ki 1,1 millió dollárral, miközben a teljes Amerikán kívüli összeg 49,3 millió dollárra rúgott. Pályafutása befejeztével 63 millió dolláron állt, így világszinten 96 millióval végzett.
Magyarországon 1998. július 30-án került mozikba a film, 16 kópián. Budapesten 10 mozi kezdte vetíteni; a Cineplex Odeon Pólus Mozi, a Corvin Budapest Filmpalota, a Hollywood Multiplex és a Kossuth 4 Mozi július 24-25-én éjjel már premier előtt is játszotta. A nyár harmadik legnépszerűbb filmjének bizonyult a Godzilla és a Halálos fegyver 4. mögött; az év végéig 2998 vetítést tartottak belőle, amik összességében 25%-os kihasználtsággal peregtek. Összesen 230 234 jegyet váltottak rá több mint 3000 előadáson, ami 90 millió forintos bevétellel járt; ez az összeg közel azonos Willis fél évvel korábban vetített másik filmje, A Sakál eredményével, jóllehet azt 45 ezerrel többen nézték meg. A kód neve: Merkúr az év 19. leglátogatottabb filmje volt, a forgalmazó kínálatából pedig a hatodik. Willisre A Sakál mellett a másfél hónappal A kód neve: Merkúrt követő Armageddonban is többen voltak kíváncsiak.